# Vincent Warnery
Vincent Warnery (* 1968 in Neuilly-Plaisance, Frankreich) ist ein französischer Betriebswirt und Manager, der in der Konsumgüterindustrie tätig ist. Seit Mai 2021 ist Warnery der Vorstandsvorsitzende des DAX-Unternehmens Beiersdorf AG mit Sitz in Hamburg.

## Leben
Vincent Warnery wurde 1968 in Neuilly-Plaisance, Frankreich, geboren. Er studierte Betriebswirtschaftslehre in Frankreich und in Boston, USA, und schloss mit dem MBA ab. Von 1996 bis 2011 war er für den französischen Kosmetikhersteller L’Oréal tätig. Von 2011 bis 2017 arbeitete Warnery für den französischen Pharmakonzern Sanofi. 2017 wurde Warnery Mitglied im Vorstand des DAX-Unternehmens Beiersdorf AG mit Sitz in Hamburg. Seit Mai 2021 ist Warnery der Vorstandsvorsitzende (CEO) von Beiersdorf. Als Vorstandsvorsitzender ist er der Nachfolger von Stefan De Loecker. Der Führungsstil von Warnery gilt als „herzlich, zugewandt und schlagfertig“. Unter der Leitung von Warnery verzeichnete Beiersdorf 2023 einen Rekordumsatz.